# 中納言 (海鮮料理)
株式会社中納言（ちゅうなごん）は、兵庫県西宮市西宮浜1丁目に本社を置く伊勢海老料理を中心とする外食産業企業である。1950年創業。

## 会社概要
活伊勢海老料理のフルコースで知られる日本料理店「中納言」を神戸・大阪・東京に展開（名古屋にも展開していたことがある）。この他、別業態として、イタリアンレストランの「オステリア ガウダンテ」や、大阪・千日前に鉄板焼レストランの「炫（ひかり）」などの店舗も運営している。
近年では、前述の飲食事業から派生した、自社が扱うワインやドレッシング等の調味料を販売する物販事業もおこなっている。
完全会員制ではないが、会員体制を敷いており、ハレの日や法事・法要などのメニューがある。

## 業態
- 活伊勢海老料理「中納言」
- 鉄板焼「炫（ひかり）」

## 沿革
特記のない項目は株式会社CSTホールディングス「会社概要」による
- 1950年（昭和25年）9月：創業。
- 1972年（昭和47年）11月：株式会社う越市 設立。
- 1974年（昭和49年）10月：「中納言」オープン。
- 1978年（昭和53年）6月：株式会社中納言 設立、西宮に事業本部を置き株式会社う越市より経営を委託。
- 1981年（昭和56年）11月：株式会社中商事 設立。
- 1986年（昭和61年）11月：株式会社インターナショナルアイ・エス・ティ 設立。
- 1987年（昭和62年）7月：株式会社う越市と株式会社中納言が合併し、株式会社中納言とする。
- 1997年（平成9年）5月：「オステリア ガウダンテ」オープン。
- 2006年（平成18年）7月：「炫」オープン。
- 2013年（平成25年）
  - 5月：株式会社セッテマーリ 設立。
  - 6月：「ハーバーダイニング&リゾート マレロッソ」オープン。
- 2015年（平成27年）2月：本社機能を西宮浜センターに移転。
- 2019年（令和元年）9月：株式会社CSTホールディングス 設立。

## 関連会社
- CSTホールディングス - グループ統括会社
- インターナショナルIST（商社） - 伊勢海老を含む海産物輸入・卸売業。
- 中商事 - イタリア食品、ワインの輸入。
- セッテマーリ（ウェディング） - イタリアンレストラン運営
- 弁当デポ（弁当・仕出し） - 宅配事業

## その他
長年にわたり地元のテレビ大阪やサンテレビでCMが放送されていたことでも知られ、かつては読売テレビが制作していた『鶴瓶上岡パペポTV』のスポンサー（関西ローカルのみ）を務めていたこともある。同番組では中納言と入れ違いで降板した郵政省に替わって視聴者プレゼント（活きた伊勢海老と食事券のセット）も提供していた。こちらは関西以外のネット地域も対象だった。また1989年10月6日に放送された朝日放送制作・テレビ朝日系スペシャルドラマ『必殺スペシャル・秋 仕事人vs仕事人 徳川内閣大ゆれ! 主水にマドンナ』では後半枠（21時台）のスポンサーを務めていた。
テレビドラマ『西部警察』の日本全国縦断ロケ「激追 !! 地を走る3億ドル - 大阪・神戸篇 -」（1984年4月22日放送分）の製作に協力しており、ゲストの小野みゆきが東京銀座店（2014年に閉店）に勤務する従業員という設定となっているほか、旗艦店である大阪駅前第3ビル店で食事をするシーンも登場している。